# Urticina eques
Urticina eques är en art av havsanemon som först beskrevs av den engelskaa zoologen Philip Henry Gosse 1860. Den ingår i släktet Urticina och familjen Actiniidae. Arten är reproducerande i Sverige.